# Windy City Bulls
I Windy City Bulls sono una squadra di pallacanestro di Hoffman Estates, che milita nella NBA Development League, il campionato professionistico di sviluppo della National Basketball Association.

## Storia della franchigia
La franchigia venne creata a Hoffman Estates nel novembre del 2015, e nel febbraio 2016 vennero presentati logo e nome.

## Squadre NBA affiliate
I Windy City Bulls sono affiliati alle seguenti squadre NBA: i Chicago Bulls.

## Record stagione per stagione
| Windy City Bulls |                |                |    |     |      |                                      |
| 2016-17          | Central        | 5°             | 23 | 27  | 46,0 | -                                    |
| 2017-18          | Central        | 3°             | 24 | 26  | 48,0 | -                                    |
| 2018-19          | Central        | 2°             | 27 | 23  | 54,0 | perdono 1º turno (Westchester) 82-95 |
| 2019-20          | Central        | 5°             | 17 | 26  | 39,5 | -                                    |
| Regular season   | Regular season | Regular season | 91 | 102 | 47,2 |                                      |
| Play-off         | Play-off       | Play-off       | 0  | 1   | 0,0  |                                      |